# Línea 1 Yonge-University
La Línea Yonge-University es la línea de metro más antigua y la más utilizada en Toronto, Ontario, Canadá. Es operada por el Comité de Tránsito de Toronto (TTC) y cuenta con tiene 38 estaciones y 38.4 km de longitud. Se inauguró en 1954 y se agregaron nuevas estaciones en 1963, 1973, 1974, 1978 y 1996.
La línea funciona de 6:00 a. m. a 1:30 a. m. de lunes a sábado y de 9:00 a. m. a 1:30 a. m. los domingos. El metro pasa cada 4 o 5 minutos, con servicios adicionales de 2 o 3 minutos cada una hora y media.
El autobús 320 Yonge circula a altas horas de la noche cuando el metro está cerrado.

## Descripción de la ruta
La línea tiene una forma aproximada de "U", con dos porciones que corren generalmente de norte a sur y se encuentran en Union en la parte sur del centro de la ciudad, y luego se separan gradualmente a medida que avanzan hacia el norte. Desde la estación Union, la parte este de la línea corre directamente por debajo o cerca de Yonge Street, a veces en una zanja descubierta, durante 16 kilómetros (9,9 millas) hasta su terminal noreste en Finch Avenue, conectando con la Línea 2 Bloor-Danforth en Bloor-Yonge. y la línea 4 Sheppard en Sheppard – Yonge. Esta parte este, a menudo llamada simplemente "Línea Yonge", sirve al centro de Toronto, Midtown Toronto y York Mills antes de terminar en Finch Avenue, el extremo norte del North York Centre.
La parte occidental serpentea hacia el noroeste desde Union, inicialmente corriendo directamente por debajo de University Avenue y Queen's Park Crescent hasta Bloor Street, donde gira hacia el oeste para pasar por debajo de Bloor Street durante unos 700 metros (0,43 millas). En este tramo se intercambia con la Línea 2 en las estaciones St. George y Spadina. En Spadina Avenue, gira hacia el norte para recorrer aproximadamente 1 kilómetro (0,6 millas) por debajo de Spadina Road antes de girar hacia el noroeste para continuar por los barrancos de Nordheimer y Cedarvale hasta el pie de Allen Road en Eglinton Avenue. Llega a la superficie y continúa hacia el norte en la mediana de la carretera durante 6 kilómetros (3,7 millas) pasando la estación Wilson, después de lo cual reanuda el viaje subterráneo y corre hacia el noroeste en una alineación fuera de la calle debajo de las áreas industriales suburbanas y el campus de la Universidad de York hasta Steeles Avenue. Desde allí, gira en paralelo a Jane Street durante aproximadamente 1,5 kilómetros (0,9 millas) hasta su término noroeste en el centro de la ciudad planificado de la ciudad vecina de Vaughan, el Centro Metropolitano de Vaughan, en la intersección de Jane Street y la autopista 7. Esta parte occidental sirve los barrios de Anexo y Forest Hill en el Viejo Toronto; Humewood – Cedarvale en la antigua York; Yorkdale – Glen Park, Downsview, las áreas de York University Heights – Northwood Park en la antigua North York; y el Centro Metropolitano de Vaughan en Vaughan.

## Nombre
El nombre de la línea ha cambiado a medida que se ha ampliado. Tras su apertura entre Union Station y Eglinton Avenue a lo largo de Yonge Street en 1954, se llamó "el metro" (el metro de Yonge es su retrónimo). En 1963, se amplió a lo largo de University Avenue hasta la estación St. George y se le cambió el nombre a "Línea Yonge-University". Brevemente en 1966, el metro Yonge-University circulaba en dos ramales: uno hacia el oeste a lo largo de Bloor hasta la estación Keele (Yonge-University-Bloor), el otro hacia el este a lo largo de Bloor y Danforth hasta la estación Woodbine (Yonge-University-Danforth) a través de la estación Bay Lower.
En 1978, se abrió el tramo "Spadina" y la línea se convirtió en la "Línea Yonge-Universidad-Spadina" (YUS). Aunque sólo hay dos estaciones en Spadina Road, originalmente se pretendía que una parte más grande de la línea siguiera la Spadina Expressway planificada, que se construyó parcialmente como Allen Road. El metro también tenía un número de ruta interno adicional: la ruta 602.
Extraoficialmente, las líneas de metro ya estaban numeradas, pero en octubre de 2013, la TTC anunció planes para mostrar públicamente los números de las líneas para ayudar a los usuarios a navegar por el sistema. En marzo de 2014, la línea fue numerada oficialmente y rebautizada como "Línea 1 Yonge – University", y la parte Spadina se eliminó del nombre. Los anuncios, la documentación y los mapas de tránsito rápido en todo el sistema ahora se refieren a la línea como "Línea 1" o "Línea 1 Yonge – University".

## Historia
Hubo varias propuestas iniciales para construir un metro a lo largo o cerca de la Yonge Street, muchas de las cuales implicaban hacer circular tranvías en un túnel. Estas son algunas de las propuestas.
- En 1909, una empresa inglesa se ofreció a construir y operar un metro a lo largo de Yonge Street desde Eglinton Avenue hasta Front Street. El plan se abandonó porque la ciudad se haría cargo del transporte público en 1921 y entonces la franquicia de la empresa terminaría.[11][12]
- En 1910, cuando se postulaba para alcalde de Toronto, el cofundador de Toronto Star, Horatio C. Hocken, propuso construir un "tubo" a lo largo de Yonge Street desde el norte de St. Clair Avenue hasta Front Street. Abandonó la idea después de perder esas elecciones.[13]
- En 1911, un ingeniero de la ciudad planificó una línea desde las calles Bay y Front hasta Yonge Street y St. Clair Avenue. El electorado rechazó el plan.[13]
- En 1931, el controlador de la ciudad Hacker propuso un metro de norte a sur que iba desde Avenue Road y St. Clair Avenue hacia el sur hasta las calles Front y York, formando un amplio circuito a través de las calles Front, Scott, Victoria y Gerrard. La TTC rechazó esta propuesta diciendo que no había población suficiente para justificar tal proyecto.[14]
- En 1942, la TTC propuso una línea norte-sur bajo Bay Street desde Union Station hasta Bloor Street y luego correr hasta Yonge Street para continuar hacia el norte de St. Clair Avenue. Esta idea fue rechazada a favor de un metro completamente a lo largo de la calle Yonge.[13]

## Diseño

### Línea

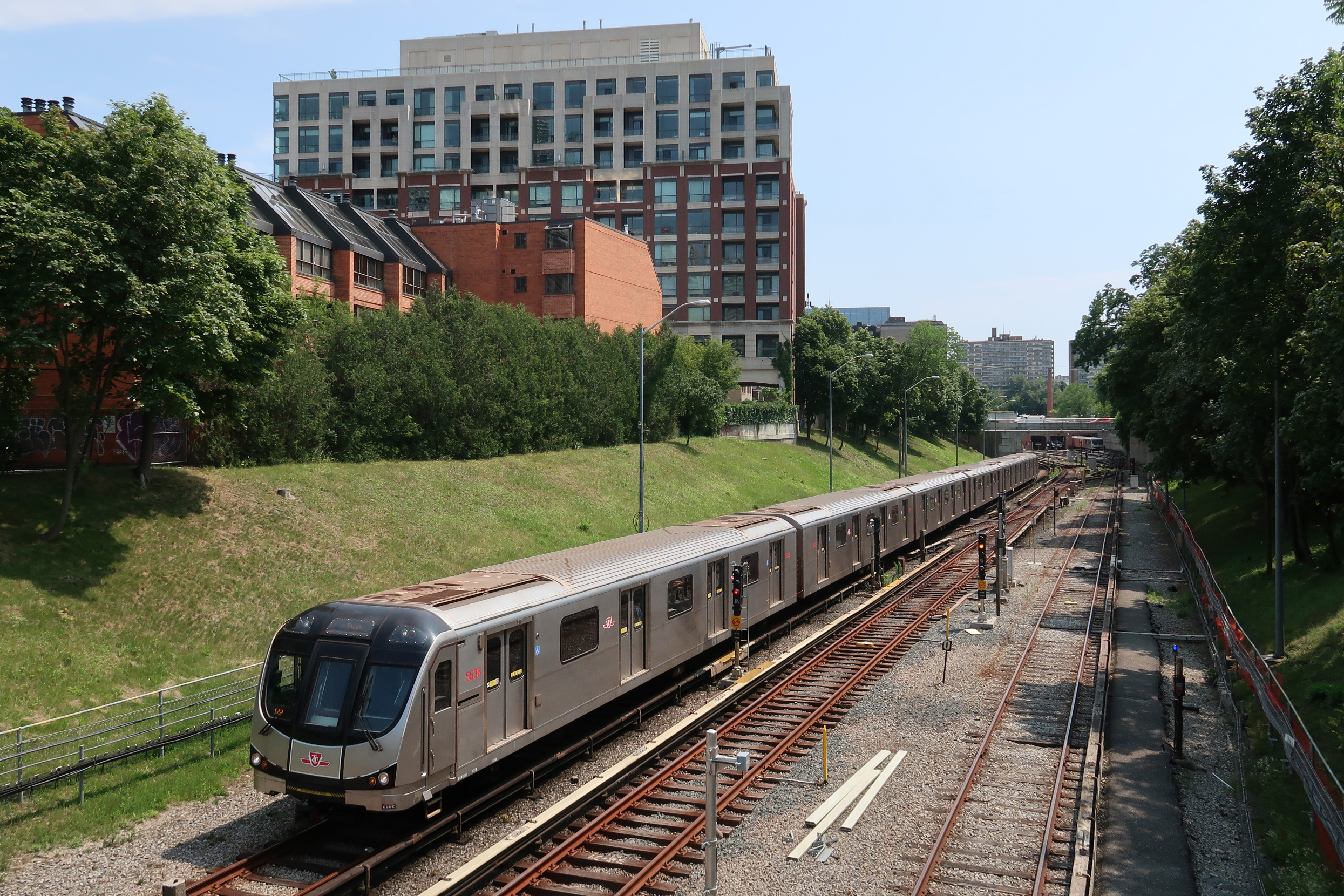
Una sección a cielo abierto que mira hacia el sur hasta la estación Davisville

La línea es mayoritariamente subterránea, pero tiene varios tramos de superficie entre Sheppard West y Eglinton West, y entre Bloor-Yonge y Eglinton. La mayor parte de la línea entre las estaciones Bloor-Yonge y Eglinton se construyó originalmente en corte abierto, y desde entonces se cubrió la sección corta entre las estaciones St. Clair y Summerhill. Prueba de ello se puede ver en el túnel: no hay columnas ni muros entre las vías, y hay balastos y zanjas de drenaje, algo que no se ve en el resto del sistema de metro. También hay tocones de árboles y restos de farolas en el túnel. También hay pistas en el exterior: barandillas aparentemente innecesarias a los lados de una calle cercana, que alguna vez fue un puente sobre las vías, y lotes baldíos siguiendo el derecho de paso de los trenes marcados con señales que advierten a los vehículos pesados y equipos que se mantengan alejados porque podrían caer al túnel sin columnas que había debajo.
La mayor parte del túnel se construyó mediante un método de corte y cubierta, pero algunas secciones fueron perforadas, como se indica a continuación. Todas las estaciones, ya sea por transbordo o terminal de pago, conectan con rutas de autobús y/o tranvía de superficie TTC. Otras conexiones de superficie y tren se detallan a continuación.
Desde 1996, las estaciones TTC se han construido o modificado con ascensores, rampas y otras características para hacerlas accesibles a todos. En enero de 2022, 30 estaciones de la línea son totalmente accesibles. Todas las estaciones de la línea serán accesibles para 2025, según la Ley de Accesibilidad para Residentes de Ontario con Discapacidades.
Debido a que la línea se abrió en secciones a partir de 1954, tiene un número relativamente alto de cruces, que en su mayoría se construyeron en las estaciones terminales para hacer retroceder a los trenes. Hay 17 cruces de diamantes ubicados entre las vías de servicio a lo largo de la línea. También hay ocho vías de almacenamiento, que también pueden utilizarse para anulaciones. El elevado número de posibles devoluciones proporciona al TTC más flexibilidad a la hora de planificar el mantenimiento o en caso de una interrupción del servicio de emergencia.

### Estaciones
El diseño original de las estaciones más antiguas del sistema de metro, que están en la línea Yonge (de Union a Eglinton), es principalmente utilitario y se caracteriza por revestimientos de mármol vítreo y el uso de la tipografía del Metro de Toronto para los nombres de las estaciones. La estación Eglinton es la única estación que conserva este tratamiento de pared, aunque la estación Queen conserva una banda estrecha de azulejos de Vitrolite azules originales cerca del techo al nivel de la plataforma.
El diseño de las estaciones de la línea University era principalmente utilitario y este estilo (a veces denominado "baño moderno") se utilizó más tarde también para la Línea 2 Bloor-Danforth. Las estaciones Queen's Park y St. Patrick tienen secciones transversales circulares y semicirculares porque están construidas en túneles perforados. La estación del museo fue renovada a finales de la década de 2000 para tener columnas que se asemejan a los artefactos encontrados en el cercano Museo Real de Ontario.
Las estaciones Lawrence, Sheppard-Yonge (anteriormente Sheppard) y Finch son similares entre sí en diseño, pero tienen diferentes combinaciones de colores: Lawrence es rojo y crema, Sheppard es amarillo y azul oscuro, y Finch es gris claro, gris medio y gris oscuro. La estación York Mills anteriormente seguía el mismo esquema de diseño, en verde claro y verde oscuro, hasta que fue renovada.
El tramo de la línea entre las estaciones Spadina y Wilson (anteriormente el segmento Spadina) tiene arte y arquitectura únicos para cada estación, como murales de flores en la estación Dupont o murales de tranvías en la estación Eglinton West. El arte instalado originalmente en las estaciones de Glencairn y Yorkdale se había eliminado, ya que el arte del primero se había desvanecido con la luz del sol y el segundo era demasiado costoso de operar. Desde finales de 2017, se está trabajando para restaurar el arte en ambas estaciones, y Glencairn se reinstalará por completo en 2020.
La estación North York Center es una estación de relleno. Su diseño es diferente al de las otras estaciones de la ampliación original de North Yonge. La estación Sheppard West, que se inauguró en 1996 como estación Downsview, tiene un arte y una arquitectura diferentes a las estaciones anteriores de la línea Spadina (ahora Universidad).
Las estaciones en la extensión de 2017 desde Sheppard West norte hasta Vaughan Metropolitan Centre, de acuerdo con el patrón de la línea Spadina original, también presentan arte público y arquitectura de creadores notables. Sin embargo, las paredes de los andenes no tienen azulejos ni ningún otro revestimiento y son simplemente hormigón desnudo, aunque los elementos estructurales de los propios andenes están revestidos, como es el caso de gran parte de las estaciones Sheppard de la Línea 4.

## Otros sitios web
- sitio web de TTC
- Propuesta de TTC Transit City LRT
- Extensión de línea Spadina
- Transit Toronto (no afiliada a la Comisión de Tránsito de Toronto)

- Datos: Q54369
- Multimedia: Line 1 Yonge–University / Q54369